# فضيحة كرة القدم الإيطالية 2011–12
فضيحة كرة القدم الإيطالية 2011-2012 المعرفة باسم كالتشوسكوميسي (بالإيطالية: Calcio scommesse)‏ (رهان كرة القدم بالإيطالية: كالتشيوسكوميسي). الفضيحة تعرف أيضاً باسم «عملية المراهنة الأخيرة». هي نوع من الرهانات بدأت في 1 يونيو 2011 عندما تم اعتقال عدد من الأشخاص المرتبطين بكرة القدم أو تم وضعه تحت الملاحظة من قبل الشرطة الإيطالية بتهمة التلاعب في نتائج المباريات. القائمة ضمت بعض مشاهير كرة القدم الإيطالية مثل لاعب منتخب إيطاليا السابق جوزيبي سينيوري ولاعبو دوري الدرجة الأولى السابقون ماورو بريسان وستيفانو بيتاريني ولاعب فريق أتالانتا المخضرم كريستيانو دوني. تم اتهام هؤلاء بترتيب نتائج مباريات في الدرجات الثانية والثالثة والرابعة. وهي هزة جديدة بقوّة الهزّتين اللتين ضربتا الدوري الإيطالي الممتاز من قبل، وتذكر الفضيحة الأولى بكلمة «توتونيرو» عام 1980 التي تسبّبت في إيقاف باولو روسي هدّاف مونديال 1982 لثلاثة أعوام ثم تخفيف العقوبة إلى عامين وإنزال ميلان إلى الدرجة الثانية وكالتشوبولي عام 2006 التي أدّت إلى تجريد يوفنتوس من آخر لقبين له في الدوري وإنزاله إلى الدرجة الثانية، وأدخل لاعبون إلى السجن، وفقدت أندية النقاط من الدوري.
بدأ التحقيق عند انسحاب نادي كريمونيزي من دوري الدرجة الثالثة وقادت التحقيقات إلى حارس مرماه الأساسي ماركو باولوني الذي انتقل إلى نادي بينيفينتو في يناير 2011.

## أول تحقيق يونيو 2011

### تداعيات
الشرطة داهمت 28 مايو معسكر المنتخب الإيطالي الذي يتحضر لخوض نهائيات كأس أوروبا 2012، وقامت بتفتيش غرفة دومينيكو كريتشيتو الذي ورد اسمه ضمن لائحة الـ19 لاعباً المشتبه بهم في التورّط بفضيحة التلاعب بالنتائج ومن بينهم قائد لاتسيو ستيفانو ماوري الذي تمّ ايقافه.

### الشخصيات المتورطة
- ماركو باولوني: حارس مرمى فريق بينيفينتو، تحت الإقامة الجبرية، يعتبر الشخصية المحورية في المنظمة، تم اتهامه بترتيب نتائج مباريات فريق كريمونيزي في الدرجة الثالثة ونادي بينيفينتو بعد الانتقال إليه في منتصف الموسم بما في ذلك تخدير زملائه من أجل تحقيق النتائج المطلوبة كما تم اتهامه أيضا بأنه قام بمراهانات غير قانونية وترتيب نتائج المباريات لباقي أعضاء المنظمة.
- جوزيبي سينيوري: لاعب منتخب إيطاليا السابق وهداف دوري الدرجة الأولى، تحت الإقامة الجبرية، يشتبه في أنه وضع الرهانات غير المشروعة.
- ستيفانو بيتاريني: لاعب منتخب إيطاليا السابق، قيد التحقيق، يشتبه في كونه عضوا في منظمة ترتيب نتائج المباريات.
- أنطونيو بيلافيستا: قائد فريق باري السابق، قيد التحقيق، يشتبه في كونه عضوا في منظمة ترتيب نتائج المباريات.
- ماورو بريسان: لاعب سابق في دوري الدرجة الأولى، قيد التحقيق، يشتبه في كونه عضوا في منظمة ترتيب نتائج المباريات.
- كريستيانو دوني: قائد فريق أتالانتا ولاعب منتخب إيطاليا سابقا، قيد التحقيق، يشتبه في كونه عضوا في منظمة ترتيب نتائج المباريات.
- فيتوريو ميكولوتشي: لاعب فريق أسكولي، تحت الإقامة الجبرية، يشتبه في أنه عمل بنشاط من أجل ترتيب نتائج مباريات دوري الدرجة الثانية لصالح منظمة إجرامية.
- فينتشينزو سوميزي: لاعب فريق أسكولي، تحت الإقامة الجبرية، يشتبه في أنه عمل بنشاط من أجل ترتيب نتائج مباريات دوري الدرجة الثانية لصالح منظمة إجرامية.
- جيانفرانكو بارلاتو: عضو طاقم تدريب فريق فياريجيو ولاعب سابق في دوري الدرجة الثانية، تحت الإقامة الجبرية، يشتبه في أنه عمل بنشاط من أجل ترتيب نتائج مباريات دوري الدرجة الثانية لصالح منظمة إجرامية.

ومن المثير للاهتمام أن بعض الشخصيات تم اتهامهم سابقا مثل كريستيانو دوني الذي تم تبرئته في 2000 في حين تم استبعاد فينتشينزو سوميزي (2007) وستيفانو بيتاريني (2005) لمدة 6 أشهر بسبب المراهنات غير القانونية.

### العواقب المحتملة
بعد التحقيقات وتطوراتها المباشرة تكهنت وسائل الاعلام عن احتمال أن يفقد أتلانتا وسيينا حقهم في اللعب في دوري الدرجة الأولى موسم 2011-2012. يعتبر وضع نادي أتالانتا حساسا نظرا إلى أن كريستيانو دوني يعتبر مشارك أساسي في عملية ترتيب نتائج المباريات بينما تم اتهام نادي سيينا بأنه دفع لللاعبي نادي ساسولو من أجل منحهم الفوز بأكثر من ثلاث أهداف حيث انتهت المباراة بفوز سيينا 4-0، بالإضافة إلى ساسولو فإن أندية بادوفا، بياتشينزا، وأسكولي من المحتمل أن تتم معاقبتها بسبب قانون المسئولية الموضوعية.

### عقوبات الدرجة الأولى
في 9 أغسطس 2011 أعلن الاتحاد الإيطالي لكرة القدم هذه الاتهامات من الدرجة الأولى بالنسبة لجميع الأطراف المتورطة في الفضيحة.

#### الأندية
- أتالانتا: خصم 6 نقاط في موسم 2011-2012.
- أسكولي: خصم 6 نقاط في موسم 2011-2012 وغرامة 50 ألف يورو.
- هيلاس فيرونا: غرامة 20 ألف يورو.
- ساسولو: غرامة 20 ألف يورو.
- ألساندريا: وضعه في المركز الأخير في موسم 2010-2011 وبالتالي هبوطه آليا إلى الدرجة الرابعة.
- بينيفينتو: خصم 9 نقاط من موسم 2011-2012.
- كريمونيزي: خصم 6 نقاط من موسم 2011-2012 وغرامة 30 ألف يورو.
- إسبيريا فياريجيو: خصم نقطة واحدة من موسم 2011-2012.
- بياتشينزا: خصم 4 نقاط من موسم 2011-2012 وغرامة 50 ألف يورو.
- بورتوغروارو سوماغا: غرامة 20 ألف يورو.
- رافينا: استبعاده من الدرجة الثالثة وبالتالي هبوطه آليا إلى الدرجة الرابعة وغرامة 50 ألف يورو.
- ريجينا 1919: خصم نقطتين من موسم 2011-2012.
- سبيزيا: خصم نقطة واحدة من موسم 2011-2012.
- تارانتو: خصم نقطة واحدة من موسم 2011-2012.
- فيرتوس إنتيلا: غرامة 15 ألف يورو.

#### الأشخاص
- أنطونيو بيلافيستا: حظر 5 سنوات عن أنشطة كرة القدم.
- ماورو بريسان: حظر 3 سنوات ونصف عن أنشطة كرة القدم.
- جيورجيو بوفوني: حظر 5 سنوات عن أنشطة كرة القدم.
- أنطونيو تشيرييلو: حظر سنة واحدة عن أنشطة كرة القدم.
- دانييلي ديوما: حظر سنة واحدة و9 أشهر عن أنشطة كرة القدم.
- كريستيانو دوني: حظر 3 سنوات ونصف عن أنشطة كرة القدم.
- ماسيمو إرودياني: حظر 5 سنوات عن أنشطة كرة القدم.
- جياني فابري: حظر 5 سنوات عن أنشطة كرة القدم.
- ستيفن فينيتشيو: انذار.
- كارلو جيرفازوني: حظر 5 سنوات عن أنشطة كرة القدم.
- توماس مانفريديني: حظر 3 سنوات عن أنشطة كرة القدم.
- ماركو باولوني: حظر 5 سنوات عن أنشطة كرة القدم.
- سالفاتوري كوادريني: حظر سنة واحدة عن أنشطة كرة القدم.
- ليوناردو روسي: حظر 3 سنوات عن أنشطة كرة القدم.
- نيكولا سانتوني: حظر 4 سنوات عن أنشطة كرة القدم.
- ديفيدي سافيرينو: حظر 3 سنوات عن أنشطة كرة القدم.
- جوزيبي سينيوري: حظر 5 سنوات عن أنشطة كرة القدم.
- فينتشينزو سوميزي: حظر 5 سنوات عن أنشطة كرة القدم.
- جيورجيو فيلتروني: حظر 4 سنوات عن أنشطة كرة القدم.

## التحقيق الثاني ديسمبر 2011
في 19 ديسمبر 2011 أدت عملية جديدة للشرطة بالتنسيق مع قضاء مدينة كريمونا إلى عدد من الاعتقالات رفيعة المستوى، بما في ذلك لاعبي كرة القدم السابقين والنشطين مثل كريستيانو دوني، لويجي سارتور، أليساندرو زامبيريني، نيكولا سانتوني، كارلو جيرفازوني وفيليبو كاروبيو. بدأت لجنة التحقيق بعدما استنكر سيموني فارينا مدافع جوبيو محاولة زامبيريني (زميله السابق في روما) اقناعه بالمشاركة في ترتيب نتائج مباريات، وقاد التحقيق الشرطة إلى كشف النقاب عن نظام معقد للرهان تورطت فيها شخصيات إجرامية في سنغافورة وأوروبا الشرقية وإيطاليا مع الاهتمام في تحديد مباريات كرة القدم من جميع أنحاء أوروبا.
الفضيحة تطورت بشكل كبير بعد بضعة أشهر: في 28 مايو 2012 ضمت قائمة المشاركين في المنظمة الاجرامية العديد من أصحاب الأسماء الرنانة وأمر قضاء مدينة كريمونا بالقبض على قائد فريق لاتسيو ستيفانو ماوري، قائد فريق جنوى السابق عمر ميلانيتو، كريستيان بيرتاني، باولو أتشيربيز، ماتيو غريتي، أليساندرو بيليكوري، إيفان تيسكي، وماركو توراتي، بينما تم وضع جوزيه جويلسون إيناسيو تحت الإقامة الجبرية بينما تم منع كولاي كونت وفرانشيسكو روبولو من السفر خارج إيطاليا. كما وضعت العديد من شخصيات كرة القدم المهمة قيد التحقيق من بينهم أنطونيو كونتي مدرب فريق يوفنتوس الفائز ببطولة الدرجة الأولى (الاتهامات خاصة عندما كان مدربا في نادي سيينا)، نجم إيه سي ميلان السابق كاخا كالادزه، مهاجم جنوى جوزيبي سكولي (على الرغم من أن القاضي رفض إصدار أمر بالاعتقال)، مهاجم كييفو فيرونا سيرجيو بيليسييه، واللاعب الإيطالي الدولي دومينيكو كريتشيتو الذي كان متواجدا في معسكر منتخب بلاده في كوفيرتشيانو مما نتج عنه استبعاده من القائمة الأولية للمشاركة في كأس الأمم الأوروبية لكرة القدم 2012.
بعد فترة قصيرة اقترح رئيس الوزراء ماريو مونتي علنا إيقاف نشاط كرة القدم في بلاده لسنتين أو ثلاث سنوات. وقد أشار إلى أنه مجرد رأي شخصي وليس مقترح حكومي. قال تشيزري برانديلي مدرب منتخب إيطاليا لكرة القدم بأنه لا يعاني من أي مشاكل في حال تم اتخاذ قرار بالانسحاب من البطولة الأوروبية على وقع الفضيحة.